# 燕子级巡洋舰
燕子级（德語：Schwalbe-Klasse）是德意志帝国海军首批以“巡洋舰”类别建造的两艘军舰的船级。同级共有两名成员，分别为首舰燕子号和末舰雀鹰号。它们是为德国新近获得的殖民帝国服役而设计的，建于1886年至1889年之间。舰只配备有八门105毫米35倍径箍炮，航速可达13.5節（25.0每小時）。
燕子号和雀鹰号的运用生涯都活跃于海外，通常是在德国的非洲殖民地或太平洋地区。它们曾于1889－1890年协助镇压了德属东非的阿布希里起义。到1890年代末，两艘巡洋舰都在德国接受大修并退役。它们在世纪之交重新入役，开始另一次海外部署：燕子号于1900年加入在中国与义和团运动作战的部队，之后于1902年再度退役；雀鹰号一直驻扎在非洲，至1911年也退役。燕子号于1912年之后被用作训练舰，而雀鹰号在第一次世界大战期间则充当靶舰。两舰后于1920年被出售，至1922年拆解报废。

## 设计
随着1871年后德意志帝国在海外领土的经济扩张以及获得专属的殖民地财产，需要能够充分代表和保护德国利益的现代军舰。在1870年代和1880年代初，德意志帝国海军建造有两种类型的巡洋舰：适合作为舰队侦察兵的小型、快速的通报舰，以及能够在海外殖民帝国巡逻的大型盖甲板护卫舰。两艘全新的巡洋舰于1886－1887财年获得拨款，打算用于后一种目的。当时，舰队中的殖民驻地舰是由一系列东拼西凑的老式帆船组成，仅适用于训练目的。时任帝国海军部长的列奥·冯·卡普里维中将正寻求一款新式巡洋舰，除了传统的境外舰特征外，还应具有强大的战斗能力。
相互冲突的操作要求确定了它们的特性。由于需要近岸作业，所以吃水较浅。商业保护任务则要求提供辅助风帆索具装备，以利尽可能远距离航行；而在殖民地执行警备行动还需要有足够多的船员，以便抽调登陆部队。总体而言，舰体应该相对较小，以保持低廉的建造成本；但它们又必须足够宽敞，以使船员易于承受热带地区的气候条件。另一方面，这些舰只并不作战争用途，因此无需配备装甲。于是，新“巡洋舰A”（Kreuzer A，即后来的燕子号）和 “B”（后来的雀鹰号）的设计方案是根据帝国海军的这些规范于1886－1887年制定的。燕子级是德国第一款真正意义上的巡洋舰，它们与其他几艘小型战舰一起，允许卡普里维退役5艘老式巡洋巡防舰，并使德国的巡洋舰部队现代化。它们受到帝国海军的好评，也为后续更成功的鵟级巡洋舰奠定了基础。

### 整体特征
燕子级巡洋舰的水线长和全长分别为62.59米和66.90米。它们有9.36米的舷宽，但若计入主炮的舷外平台，则宽度达到10.10米。舰只有4.40米的前吃水和4.72米的后吃水，标准和满载排水量分别为1,111吨和1,359吨。舰体采用横向钢框架结构，并覆裹一层木质外板和包铜，以保护它们在海外长途航行中免受生物淤积的侵害。艏柱和艉柱是用木材建造，舰艏还装有一具青铜撞角。舰体分为十一个水密隔舱。
舰只的转向是由单舵控制。这两艘巡洋舰都是良好的海船，机动性极强。但它们会受到严重的迎风舵影响，在横浪中往往会剧烈横摇；其稳心高度为0.665米，在迎浪时几乎不会损失速度。燕子号和雀鹰号的标准船员编制均为9名军官及108名水兵。它们可携带一些小型舰载艇，包括一艘哨艇、一艘独桅纵帆船、一艘高低桅帆船以及一艘小舢板。

### 推进装置

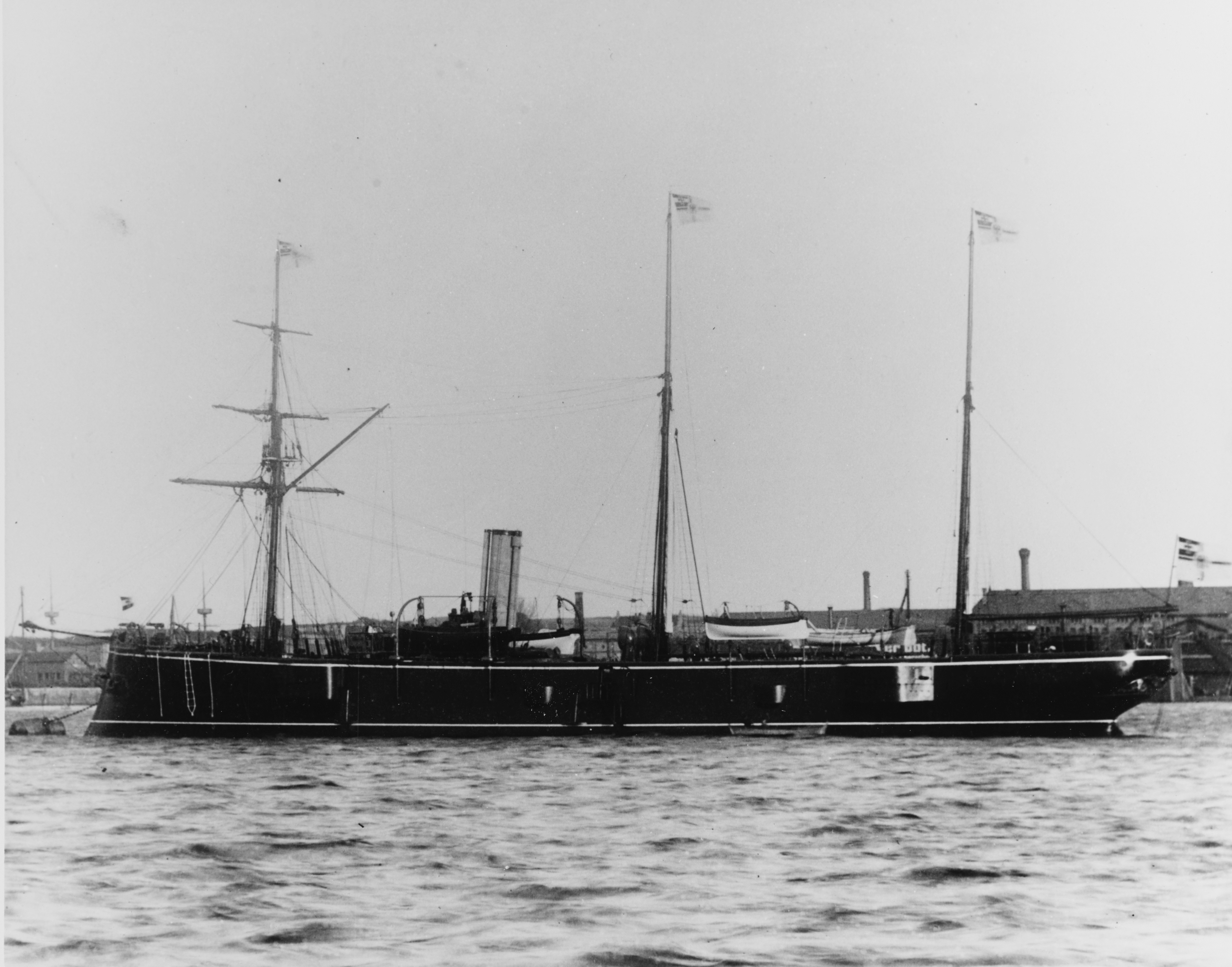
服役生涯早期的雀鹰号

燕子级巡洋舰的推进装置由两台卧式双缸双胀往复式蒸汽机组成，蒸汽通过四台燃煤圆柱形火管锅炉提供，并汇入一具单座烟囱。发动机各负责驱动一副直径为2.8米的三叶螺旋桨，它们的额定功率为1,500匹公制馬力（1,100千瓦特），设计航速13.5節（25.0每小時），并能够以10節（19每小時）的速度连续航行3,290海里（6,090）。但两艘同级舰在海试过程中都超过了额定速度，其中燕子号达到14.1節（26.1每小時）、雀鹰号达到14.3節（26.5每小時），功率则分别达到1,558和1,595匹公制馬力（1,146和1,173千瓦特）。在此极速下，巡航距离则会下降至1,630海里（3,020）。作为对蒸汽机的补充，两舰还配备有一套总表面积为729平方米的前桅横帆三桅式索具。此外，燕子号在1903年的现代化改造过程中还安装了一台额定功率为5千瓦特（6.7匹馬力）、电压为67伏特的发电机。

### 武器装备
由于卡普里维仍然要求海外巡洋舰具有强大的作战能力，所以燕子级装备了对于这类尺寸的舰艇而言更为沉重的主炮——八门单座安装的105毫米35倍径箍炮。其中四门并排置于前、后两头的舷外平台上，以提高端点火力的射界，其余四门则设在舰舯的炮眼内，以朝两边舷侧开火。它们的射程为8,200米，共配备765发弹药。副炮则由五门37毫米转膛炮组成，主要用于防御鱼雷艇。

## 同级舰
| 舰名   | 出处 | 造船厂         | 动工   | 下水          | 交付         |
| ------ | ---- | -------------- | ------ | ------------- | ------------ |
| 燕子号 | 燕子 | 威廉港帝国船厂 | 1886年 | 1887年8月16日 | 1888年5月8日 |
| 雀鹰号 | 雀鹰 | 但泽帝国船厂   | 1887年 | 1888年8月23日 | 1889年4月2日 |

## 服役历史

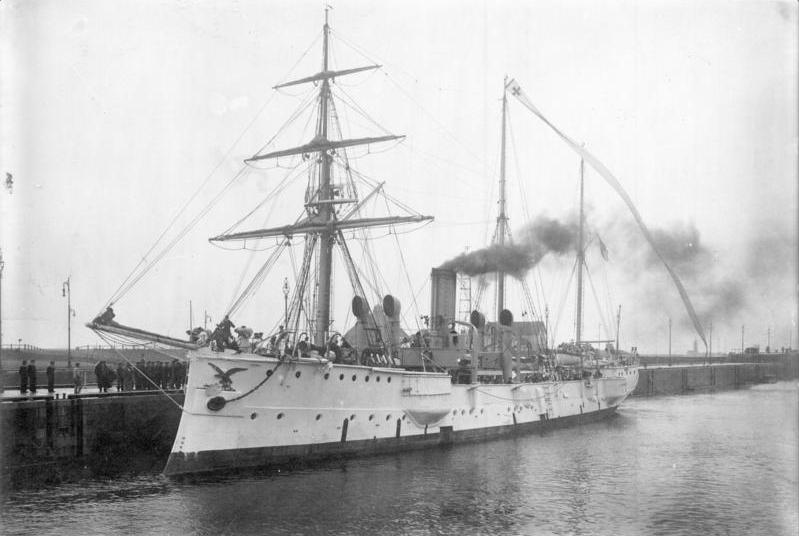
雀鹰号在港口内

燕子号和雀鹰号的大部分职业生涯都是在德意志殖民帝国的基地度过的，它们在那里监管殖民地、镇压动乱以及访问外国港口。这两艘舰最初都被派往德属东非，以协助平息1889－1890年的阿布希里起义。起义得到镇压后，燕子号留在了东非，雀鹰号则转派至德属新几内亚的南海基地。1893年中期，燕子号被召回德国进行大修，雀鹰号也同样被命令在年底返国，但途中它又改驻德属西南非洲。雀鹰号最终直至1897年底才回到德国，检修工作于次年完成。两艘舰在大修结束后都退出了现役。
1898年4月，燕子再度被派往海外执行任务。它首先回到德属东非，当地爆发的第二次布尔战争对地区稳定构成威胁；英国军舰开始扣押涉嫌向布尔人运送违禁品的德国船舶。这造成了一场重大的外交冲突，燕子号遂受命保护该地区的德国航运。事实证明，1900年在清代中国爆发的义和团运动更为紧迫，因此燕子号又被派去加入为镇压义和团而成立的八国联军。在部署至中国期间，它协助封锁了长江，并派遣登陆部队上岸，控制了宁波的动乱。1902年中期，它第二次被召回德国进行大修，然后再度退役。
与此同时，雀鹰号于1902年12月重新启用，以应对1902－1903年委内瑞拉危机；它于1903年1月被派往当地，但当其抵达时，危机已经平息，不再需要该舰。因此，雀鹰号首先被转移至德属东非，但只在那里停留了一段时间，然后再度调任，这一次是东亚分舰队。它从1903年底至1905年初在该部队服役，直至被转驻德属西南非洲。她于1911年初返回德国，并于7月退役。同年10月，燕子号重新入役，作为一艘特殊用途的船具使用。最初，它在基尔被用作一艘宿营船，但其后海军决定用它取代老旧的通报舰蟋蟀号担任训练船。雀鹰号于1912年正式从海军名录中除籍，并在第一次世界大战期间充当靶舰。燕子号则在战争期间继续担任训练船，直至1918年也被委以炮术训练标靶。两艘燕子级巡洋舰都于1920年8月出售报废，至1922年在汉堡拆解。